# Park Krajobrazowy Las Frankoński

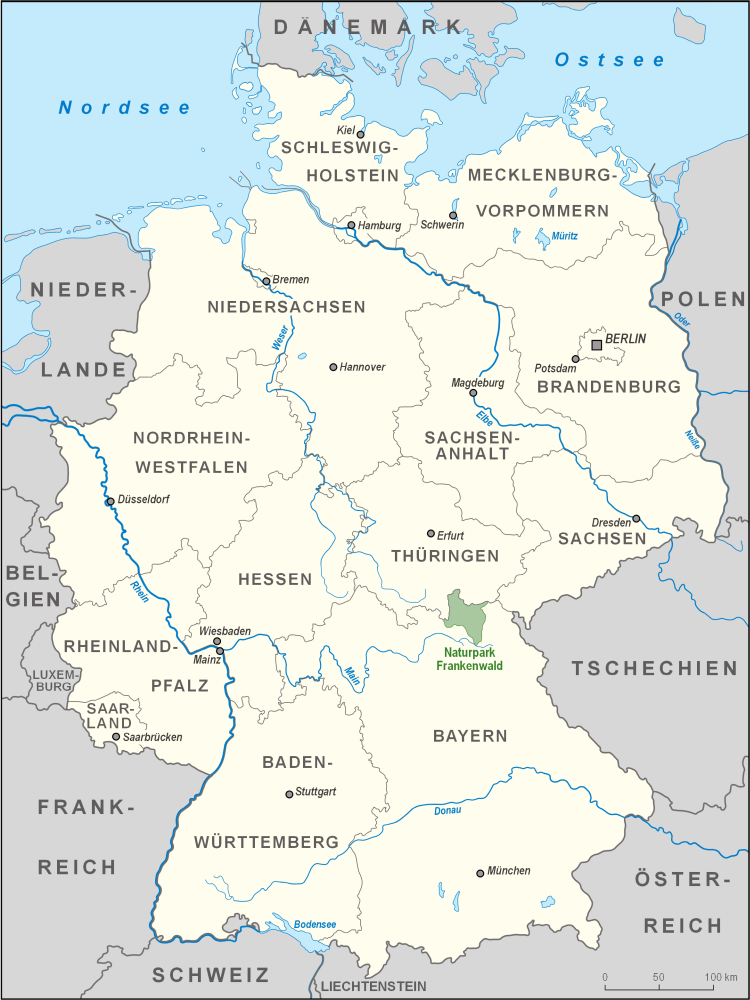
Położenie Parku Natury Las Frankoński

Park Krajobrazowy Las Frankoński – park natury położony w Górnej Frankonii, w Bawarii, w Niemczech. Założony 23 kwietnia 1973. Obejmuje obszar ok. 1 023 km². Leży na terenie powiatów Kronach, Kulmbach i Hof. 
Celem parku jest ochrona zasobów przyrodniczych Lasu Frankońskiego.